# Число Армстронга
Число Армстронга (также самовлюблённое число, совершенный цифровой инвариант; англ. pluperfect digital invariant, PPDI) — натуральное число, которое в данной системе счисления равно сумме своих цифр, возведённых в степень, равную количеству его цифр. Иногда, чтобы считать число таковым, достаточно, чтобы степени, в которые возводятся цифры, были равны m — тогда число можно назвать m-самовлюблённым.
Например, десятичное число 153 — число Армстронга, потому что
13 + 53 + 33 = 153.

## Формальное определение
Пусть {\displaystyle n=\sum _{i=1}^{k}d_{i}b^{i-1}} — число, записываемое {\displaystyle d_{k}d_{k-1}...d_{1}} в системе счисления с основанием {\displaystyle b}.
Если при некотором {\displaystyle m} случится так, что {\displaystyle n=\sum _{i=1}^{k}{d_{i}}^{m}}, то {\displaystyle n} является {\displaystyle m}-самовлюблённым числом. Если, сверх того, {\displaystyle m=k}, то {\displaystyle n} можно назвать истинным числом Армстронга.
Очевидно, что при любом {\displaystyle m} может существовать лишь конечное число {\displaystyle m}-самовлюблённых чисел, так как, начиная с некоторого {\displaystyle k}, {\displaystyle k\cdot 9^{k}<10^{k-1}-1}.

## Упоминания в литературе
В «Апологии математика» Харди писал:
«Существуют только четыре числа (кроме 1), равных сумме кубов цифр, например,
153 = 13 + 53 + 33, 370 = 33 + 73 + 03,
371 = 33 + 73 + 13, 407 = 43 + 03 + 73.
Всё это забавные факты, весьма подходящие для газетных колонок с головоломками, способные позабавить любителей, но ничего в них не затронет сердце математика.»

## Числа Армстронга в десятичной системе
В десятичной системе существует всего 88 чисел Армстронга. В промежутке 1 <= N <= 10 находятся следующие 32 N-значные числа Армстронга:
1, 2, 3, 4, 5, 6, 7, 8, 9, 153, 370, 371, 407, 1634, 8208, 9474, 54 748, 92 727, 93 084, 548 834, 1 741 725, 4 210 818, 9 800 817, 9 926 315, 24 678 050, 24 678 051, 88 593 477, 146 511 208, 472 335 975, 534 494 836, 912 985 153, 4 679 307 774.
Самое большое число Армстронга содержит 39 цифр: 115 132 219 018 763 992 565 095 597 973 971 522 401.

## Числа Армстронга в других системах счисления
- В троичной системе счисления[1]: 13, 23, 123, 223, 1223, …
- В четверичной системе счисления[1][4]: 14, 24, 34, 1304, 1314, 2034, 2234, 3134, 3324, 11034, 33034, …

## Похожие классы чисел
Иногда терминами «самовлюблённые числа» называют любой тип чисел, которые равны некоторому выражению от их собственных цифр. Например, таковыми могут быть: совершенные и дружественные числа, числа Брауна, числа Фридмана, счастливые билеты и тому подобные.